# Liste der Biografien/Vec
Liste der Biografien |
Portal Biografien |
Personensuche
# |
A |
B |
C |
D |
E |
F |
G |
H |
I |
J |
K |
L |
M |
N |
O |
P |
Q |
R |
S |
T |
U |
V |
W |
X |
Y |
Z |
?
 
Va |
Ve |
Vh |
Vi |
Vj |
Vl |
Vn |
Vo |
Vr |
Vs |
Vt |
Vu |
Vy
 
Vea |
Veb |
Vec |
Ved |
Vee |
Veg |
Veh |
Vei |
Vej |
Vek |
Vel |
Vem |
Ven |
Veo |
Veq |
Ver |
Ves |
Vet |
Veu |
Vev |
Vex |
Vey |
Vez
Die Liste der Biografien führt alle Personen auf, die in der deutschsprachigen Wikipedia einen Artikel haben. Dieses ist eine Teilliste mit 65 Einträgen von Personen, deren Namen mit den Buchstaben „Vec“ beginnt.

## Vec
- Vec, Miloš (* 1966), deutscher Jurist

### Vecc
- Vecchi, Bernardino de (1699–1775), italienischer Geistlicher, römisch-katholischer Kardinal
- Vecchi, Ernesto (1936–2022), italienischer Geistlicher, römisch-katholischer Weihbischof in Bologna
- Vecchi, Giovanni de (1536–1615), italienischer Maler der Spätrenaissance
- Vecchi, Johannes E. (1931–2002), argentinischer Ordensmann und Priester
- Vecchi, Lorenzo († 1628), italienischer Kapellmeister und Komponist
- Vecchi, Orazio († 1605), italienischer Kapellmeister und Komponist
- Vecchi, Orfeo († 1603), italienischer Komponist und Kapellmeister
- Vecchi, Roberto (1935–2007), Schweizer Offizier, ehemaliger Kommandant der Regiment Fant 40
- Vecchia, Paolo Di (* 1942), italienischer Physiker
- Vecchia, Pietro della († 1678), italienischer Maler
- Vecchiali, Paul (1930–2023), französischer Filmregisseur
- Vecchiarelli, Carlo (1884–1948), italienischer Generalleutnant
- Vecchiarelli, Odoardo (1613–1667), italienischer Geistlicher, Bischof von Rieti und Kardinal
- Vecchietta († 1480), italienischer Maler
- Vecchio, Azeem (* 1996), US-amerikanischer Schauspieler und Model
- Vecchio, Pietro (* 1982), deutscher Kickbox-Weltmeister
- Vecchione, Carlo (* 1988), italienischer Fußballspieler
- Vecchione, Felice (* 1991), italienischer Fußballspieler
- Vecchione, Francesco (* 1982), italienischer Tänzer und Choreograf
- Vecchione, Gennaro (* 1959), italienischer Präfekt, General der Guardia di Finanza
- Vecchioni, August (1826–1908), Journalist, Verleger, Revolutionär 1848/49
- Vecchioni, Roberto (* 1943), italienischer Cantautore und SchriftstellerRoberto Vecchioni (* 1943)

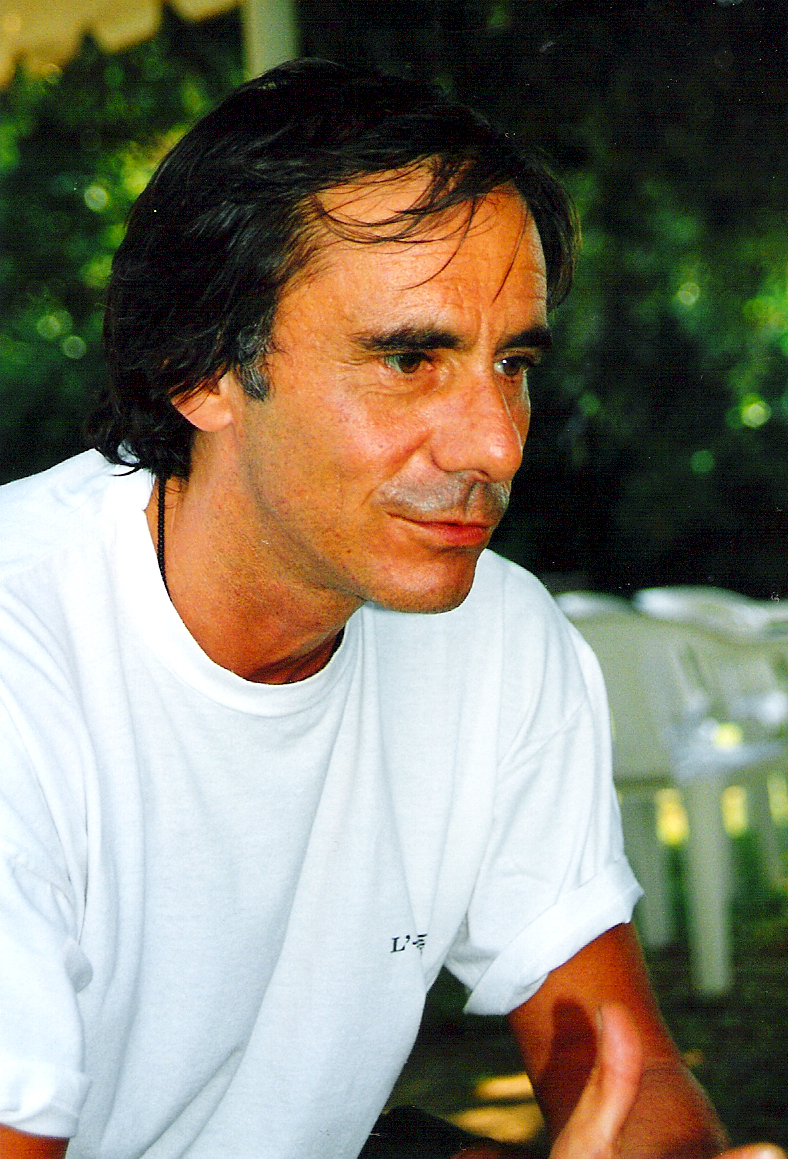
Roberto Vecchioni (* 1943)

- Veccia Vaglieri, Laura (1893–1989), italienische Islamwissenschaftlerin und Hochschullehrerin
- Vecciarelli, Enzo (* 1957), italienischer Offizier, General der italienischen Luftwaffe, Generalstabschef der italienischen Streitkräfte

### Vece
- Vece, Costa (* 1969), Schweizer Video- und Installationskünstler
- Vece, Miriam (* 1997), italienische Radsportlerin
- Vecellio, Cesare († 1601), italienischer Maler
- Vecellio, Marco (1545–1611), italienischer Renaissance-Maler
- Večeřa, Bohuslav (1925–1977), tschechoslowakischer Politiker und Diplomat
- Večeřa, Karel (* 1955), tschechischer Fußballspieler und Fußballtrainer
- Večerin, Slavko (1957–2022), serbischer Geistlicher, römisch-katholischer Bischof von Subotica
- Vecerka, Maria Lucia (1892–1971), österreichische Pädagogin
- Vecernik, Peter (* 1932), österreichischer Basketballspieler
- Vecerrica, Giancarlo (* 1940), italienischer Geistlicher, emeritierter römisch-katholischer Bischof von Fabriano-Matelica

### Vech
- Vechelde, Albert von (1427–1505), deutscher Bürgermeister und Händler
- Vechelde, Cort von (1487–1554), deutscher Gewandschneider, Fernhandelskaufmann und Ratsherr
- Vechelde, Friedrich Karl von (1801–1846), deutscher Jurist, Historiker und Publizist
- Vechelde, Herman von († 1420), deutscher Bürgermeister und Händler
- Vechelde, Hermann von († 1460), deutscher Ratsherr und Großhändler
- Vechelde, Tile von (1494–1572), deutscher Gewandschneider, Kaufmann und Zehnmann im Stadtrat
- Vechelde, Tile von (1563–1618), deutscher Kaufmann
- Věchet, Pavel (* 1976), tschechischer Skispringer
- Vecheta, Lukáš (* 1986), tschechischer Grasskiläufer
- Vechtel, Christian (* 1975), deutscher Kunsthistoriker, Antiquitätenhändler und AuktionatorChristian Vechtel (* 1975)

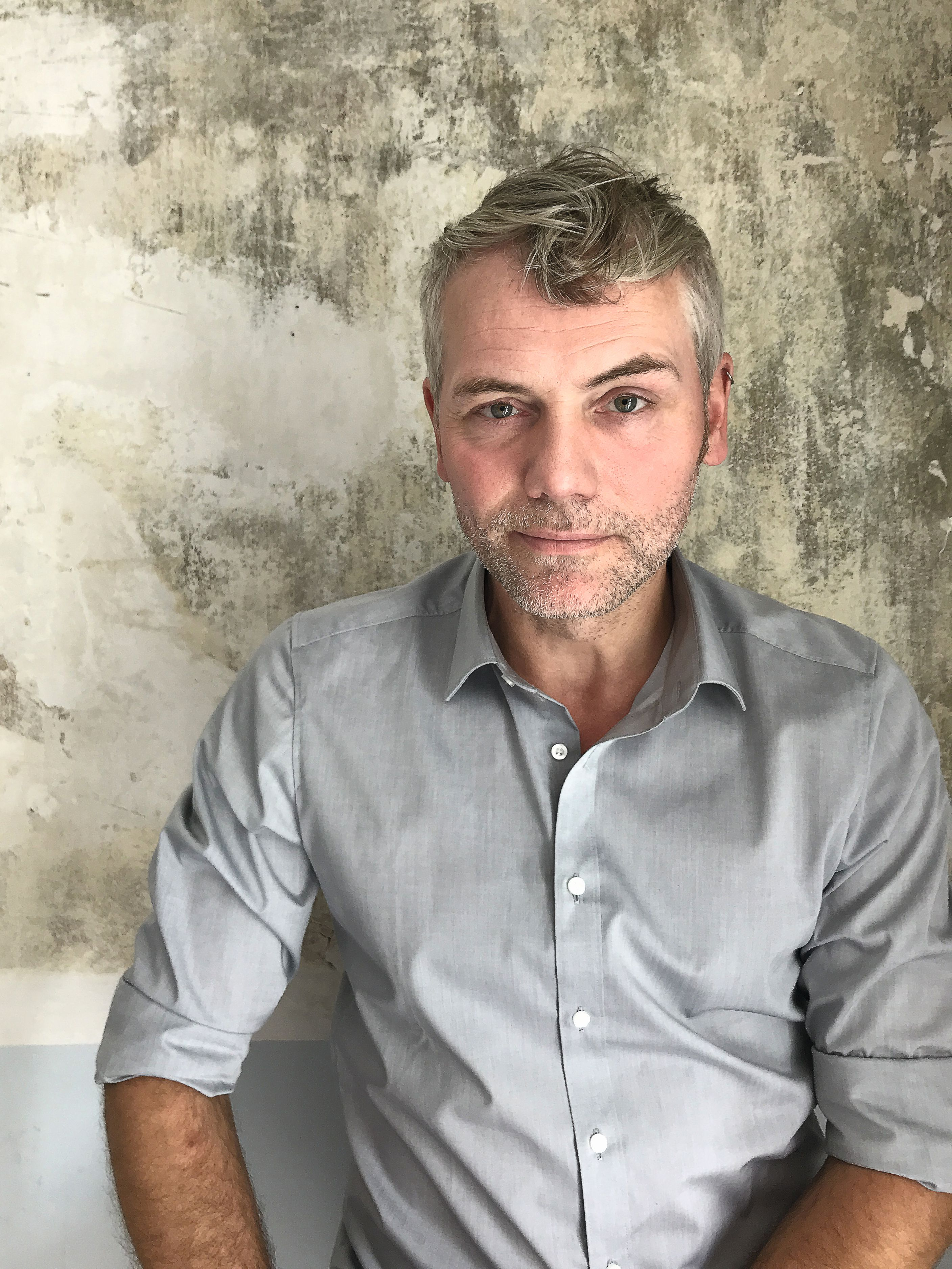
Christian Vechtel (* 1975)

- Vechtel, Klaus (* 1963), deutscher römisch-katholischer Theologe
- Vechtelde, Hermann von (1523–1572), deutscher Rechtsgelehrter
- Vechtmann, Gerhard Christoph Hermann (1817–1857), deutscher Mathematiker und Lehrer

### Veci
- Veciana, Alejandro (* 1962), deutsch-spanischer Gitarrist, Komponist und Songschreiber
- Veciana, Antonio (1928–2020), kubanischer Agent
- Vecic, Alexandra (* 2002), deutsche Tennisspielerin
- Vecilius Modestus, Lucius, römischer Offizier (Kaiserzeit)
- Vecino, Matías (* 1979), argentinischer römisch-katholischer Geistlicher, Weihbischof in Santa Fe de la Vera Cruz
- Vecino, Matías (* 1991), uruguayischer Fußballspieler

### Veck
- Vecken, Anthony von der (1687–1766), deutscher Kaufmann
- Veckenstedt, Edmund (1840–1903), deutscher Pädagoge, Ethnologe und Autor
- Veckinchusen, Hildebrand († 1426), hansischer Kaufmann
- Vecko, Edvard (* 1944), slowenischer Tischtennisspieler und -trainer
- Vecko, Vincenz (1830–1874), tschechischer Opernsänger (Tenor)

### Vecs
- Vecsey, Franz von (1893–1935), ungarischer Geiger und Komponist
- Vécsey, Jenő (1909–1966), ungarischer Komponist und Musikwissenschaftler
- Vecsey, Karl (1923–2011), deutscher Gewerkschafter

### Vect
- Vecten, Bertrand (* 1972), französischer Ruderer
- Vectirāns, Juris (* 1953), lettischer Brigadegeneral und Politiker
- Večtomov, Saša (1930–1989), tschechischer Cellist